# Sioux
Sioux (spreek uit als: soe) is een exonieme verzamelnaam voor de Lakota, de Nakota en de Dakota. Dit zijn indianen uit de VS en Canada die een van de drie grote Sioux-dialecten spreken. Historisch gezien beschouwen de Lakota, Nakota en Dakota zichzelf als onderdeel van een natie of confederatie die is opgesplitst in drie divisies en zeven subdivisies. De werkelijke naam van deze confederatie is Oceti Sakowin: Zeven Raadsvuren. Spreek uit: HOH-tseej-tie-SJAK-oh-whieng. Deze naam verwijst naar de zeven subdivisies; zie Onderverdeling van de Oceti Sakowin.

## Naam
Het exoniem Sioux is een Anglo-Franse verbastering van de naam (Naadoweisiwag of Naadawensiwiig) die een buurvolk, de Ojibwe-Anishinaabeg hen gaven. Sommigen vertalen deze naam als "slang" of een aan slang gerelateerd woord, en interpreteren hem als een belediging. Anderen menen dat het woord zoveel betekent als “zij die een andere taal spreken”. Sioux, dat zowel collectief wordt gebruikt alsook om er de afzonderlijke divisies en subdivisies mee aan te duiden, wordt door relatief veel mensen van de Oyate beschouwd als een ongewenste, zo niet beledigende naam. Anderen gebruiken het juist weer om naar zichzelf te verwijzen. Zo hebben verschillende stambesturen tegenwoordig het woord Sioux opgenomen in hun naam.
Oyate, dat 'het volk' betekent, is de collectieve naam waarmee de mensen behorend tot de Zeven Raadsvuren zichzelf aanduiden. Maar ook ieder afzonderlijk lid van de Zeven Raadsvuren beschouwt zichzelf als Oyate.

## Onderverdeling van de Zeven Raadsvuren
Het volk van de Zeven Raadsvuren bestaat uit drie grote (geografische) divisies en zeven (politieke) subdivisies (de Raadsvuren).
- Oostelijke divisie (de Dakota oftewel Isanti/Santee) (in Noord- en Zuid-Dakota en Iowa)
  - Mdewakantonwan
  - Wahpetonwan
  - Sisitonwan
  - Wahpekute Amos Two Bulls, Dakota Sioux, by Gertrude Käsebier, ca. 1900 (1)

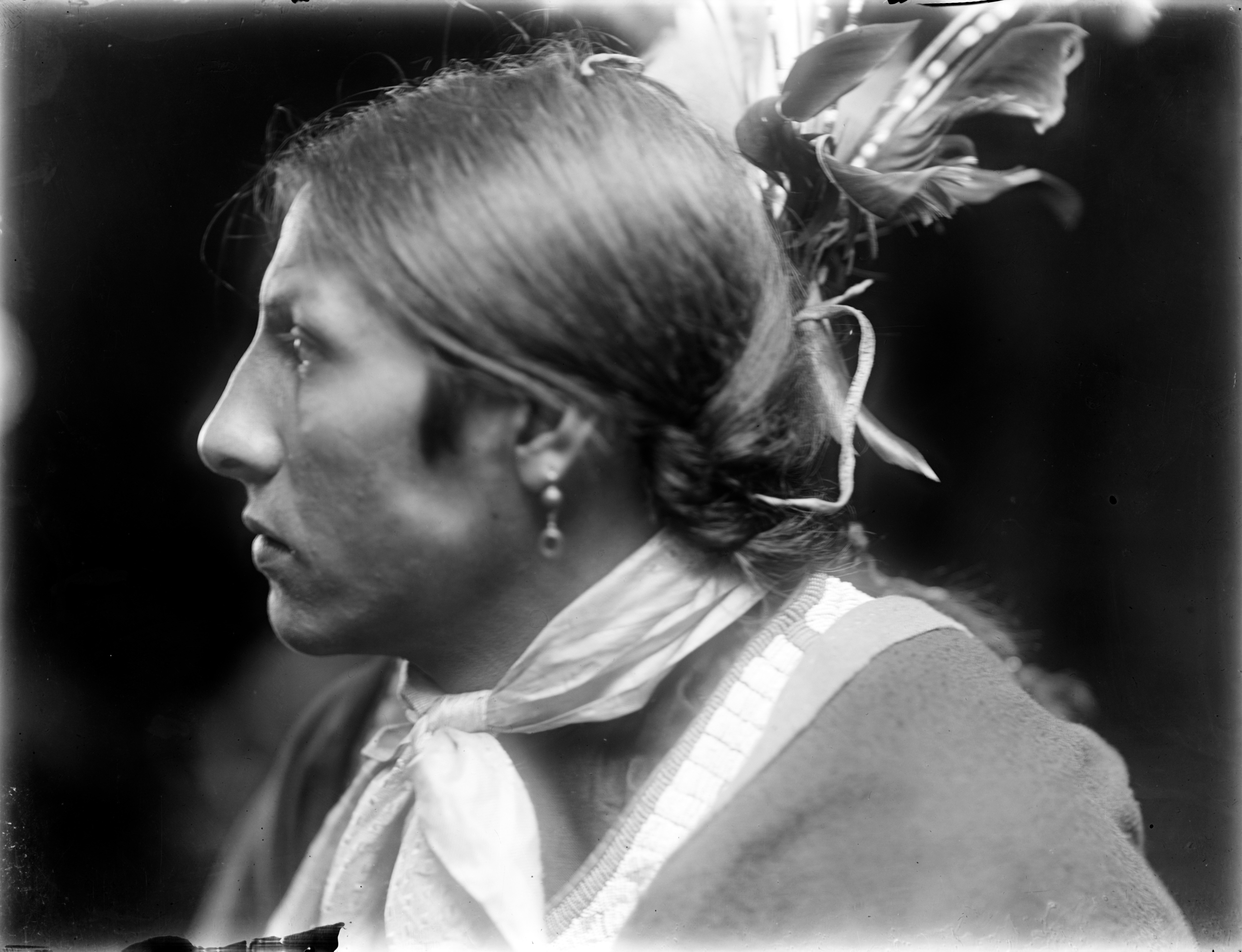
Amos Two Bulls, Dakota Sioux, by Gertrude Käsebier, ca. 1900 (1)

- Middendivisie (de Nakota) (in Montana en Canada)
  - Ihanktonwan (Yankton) (noemen zichzelf van oudsher Dakota)
  - Ihanktowana (Yanktonai) (noemen zichzelf van oudsher Dakota)

- Westelijke divisie (de Lakota) (Noord- en Zuid-Dakota, Nebraska, Montana)
  - Titonwan (Teton)
    - Hunkpapa
    - Oglala
    - Sihasapa (Blackfoot Sioux)
    - Sichangu (Brulé)
    - Miniconjou
    - Itazipacola (Frans: Sans Arcs "Zonder Bogen")
    - Oonhenunpa (Twee Ketels)

## Mannen en vrouwen

### Rol van de man
De Sioux stammen staan bekend om de jagers en krijgers die ze waren, maar dat deden vooral de mannen. Héél af en toe mocht er bij de Sioux ook een vrouw mee op jacht. De mannen vonden hun taken het belangrijkst en wilden niet uitgelachen worden door vrouwenwerk te doen. Als de mannen wapens maakten, mochten deze niet aangeraakt worden door de vrouwen. Dit zou de magische kracht ervan verzwakken. Mannen van de Sioux hadden vaak meerdere vrouwen en dit betekende dat deze indiaan genoeg voedsel had om al zijn vrouwen en kinderen ervan te voorzien. Een teken van rijkdom dus.

### Rol van de vrouw
De vrouwen hielden zich bezig met het huishouden. Wanneer de stam verder trok, braken zij de tipi’s af en zetten ze even later weer op. Ook zochten ze kruiden en eetbare planten, kookten, maakten ze nieuwe kleren en wasten ze de dierenhuiden van gevangen prooien.

## Belangrijke leiders in de 19e eeuw
- Kleine Kraai, Santee-Sioux of Dakota
- Tashunka Witko (Crazy Horse), Lakota
- Tatanka Yotanka (Sitting Bull), Hunkpapa Sioux
- Mahpia Ithica (Touch the Clouds), Lakota
- Mahpia Luta (Red Cloud, Rode Wolk), Lakota, Oglala

## Levensonderhoud
Toen blanke kolonisten voet aan wal zetten op het Noord-Amerikaanse continent woonden de Sioux nog in het oostelijk deel van wat nu de Verenigde Staten is. Zij deden aan landbouw. Door de steeds toenemende kolonisering vanuit Europa werden zij naar het westen verdreven. In de 17e eeuw vestigden zij zich daar ten slotte in de prairiegebieden, waar ook landbouw mogelijk was.
Nadat zij in de 18e eeuw de beschikking over paarden (en geweren) kregen werd de jacht op bizons een andere bron van levensonderhoud. Dit geldt voor die Sioux-stammen die zich toen in de Great Plains vestigden.

## Geschiedenis

### Zestiende tot achttiende eeuw

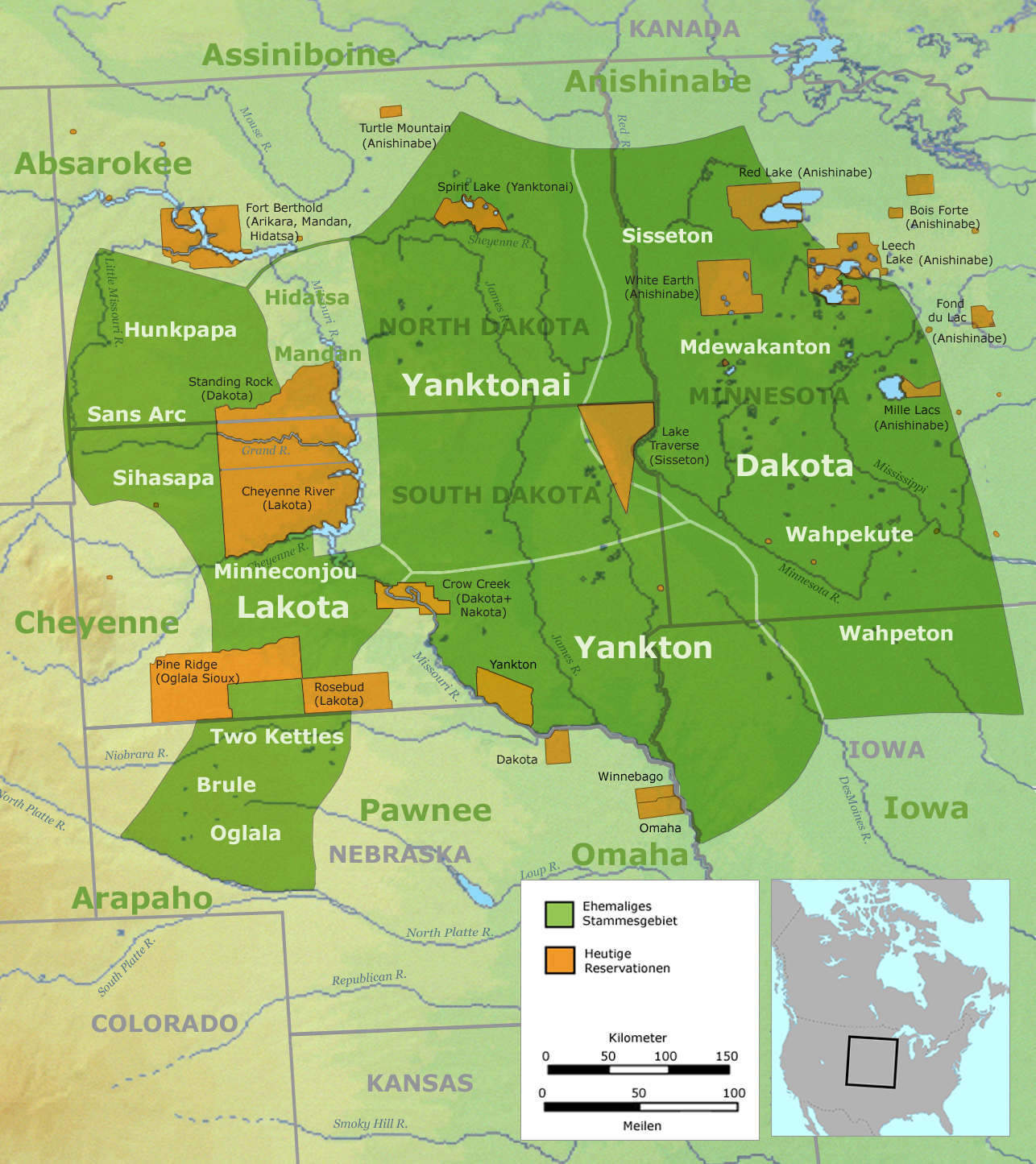
Het gebied van de verschillende Siouxgroepen voor 1770 (groen) en huidige indianenreservaten (oranje)

De Sioux werden voor eerst beschreven in 1642, door Franse missionarissen die van de Ojibwe over hen gehoord hadden. In die tijd leefden ze in Minnesota. De Assiniboine hadden zich op dat moment al van hen afgesplitst en de verdeling van de Sioux in de Zeven Raadsvuren had eveneens al plaatsgevonden. Het eerste opgetekende directe contact tussen Sioux en Fransen dateert van 1659, toen de ontdekkers en pelshandelaren Pierre-Esprit Radisson en Médard des Groseilliers de Dakota ontmoetten. In die tijd drongen de Ojibwe steeds verder door naar het westen, op zoek naar meer bont voor de bonthandel. De Fransen, die belang hadden bij stabiliteit in de regio, bewerkstelligden een verbond tussen de Dakota en de Ojibwe, dat van 1679 tot 1736 standhield. Hierbij stonden de leiders van de Dakota de Ojibwe toe zich in hun gebied te vestigden, en in ruil daarvoor leverden de Ojibwe hen Franse goederen. Daarnaast leverden Sioux en Ojibwe elkaar soms militaire steun en vonden er onderlinge huwelijken plaats. Omstreeks 1730 verkregen de Lakota paarden en hun oude cultuur begon plaats te maken voor een typische prairiecultuur, met een nomadische leefstijl waarin de bizonjacht centraal stond. Zij trokken steeds verder naar het westen, overschreden omstreeks 1750 voor het eerst de Missouri en bereikte in 1776 de Black Hills. Intussen kwam in het oosten een einde aan de periode van vrede tussen Ojibwe en Dakota, nadat een groep Dakota in 1736 een aantal Fransen had gedood. Er volgde een lange serie conflicten tussen Dakota en Ojibwe, de Dakota-Chippewa War, die tot in de jaren 1860 zou voortduren. In de loop van de 18e eeuw verloren de Dakota hun land in Wisconsin en het noorden van Minnesota en werden teruggedreven naar het zuidwesten van Minnesota.

### Negentiende eeuw

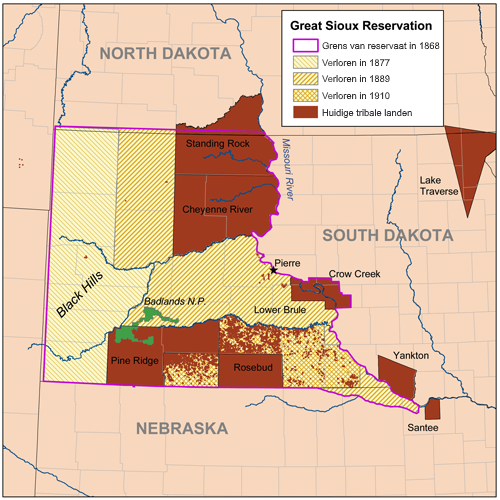
De grenzen van het Grote Siouxreservaat in 1868 en landverlies in de decennia daarna

#### Dakota (Santee)
In 1805 sloten de Dakota hun eerste verdrag met de Verenigde Staten, de Zebulon Pike Treaty. In dit verdrag stonden ze een gebied van negen vierkante mijl af aan de Verenigde Staten om militaire posten op te bouwen. Een groter stuk land in het oosten van hun gebied werd afgestaan in 1837. In 1851 verkochten ze een groot deel van hun gebied aan de Verenigde Staten in ruil voor geld en goederen en een reservaat aan de Minnesotarivier. De bosbewoners hadden negen tiende van hun land prijs moeten geven en leefden opeengehoopt op een smalle strook land langs de Minnesota rivier.
De Verenigde Staten kwamen hun beloften van jaarlijkse vergoedingen echter slechts gedeeltelijk na, wat leidde tot de Dakota-oorlog van 1862:

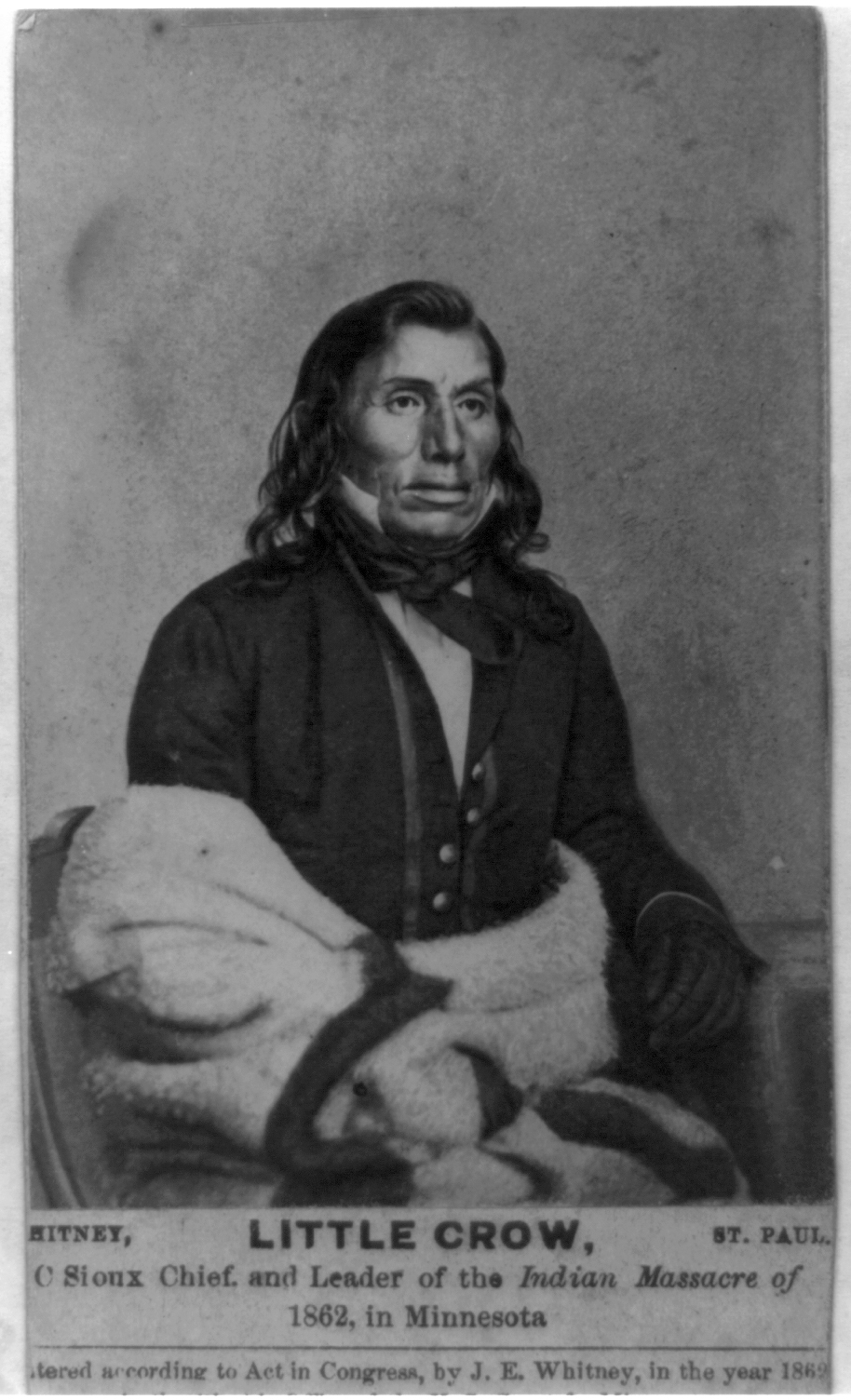
Kleine Kraai (Little Crow), ca. 1862

Volgens de leider Grote Arend hadden sommige blanken de eer van Indiaanse vrouwen geschonden. Toen maïsoogsten mislukten moesten de indianen op krediet voedsel kopen, terwijl ze geen enkele controle hadden op dat kredietsysteem. Kleine Kraai (Ta-oya-te-duta) was een stamhoofd van de Mdewkantons, die twee bedrieglijke verdragen getekend had, president Buchanan in Washington ontmoet had, zich op blanke wijze was gaan kleden, zich bekeerd had en lid was geworden van de Episcopale Kerk. Hij had er dus alles aan gedaan om zich aan te passen en de vrede te bewaren. In de zomer van 1862 werd Kleine Kraai boos, toen de jaarlijkse vergoeding niet kwam. Hun agent, Thomas Galbraith, weigerde de indianen in natura te betalen, terwijl de magazijnen van de handelspost vol levensmiddelen lagen. De koopman Andrew Myrick zei tijdens de vergadering van 15 augustus: 'Wat mij betreft, laat hen gras eten, als ze honger hebben, of hun uitwerpselen.' De Santees verlieten toen geschokt de vergadering. Op 17 augustus hoorde Kleine Kraai dat vier jongemannen uit de Shakopee stam, gedreven door de honger, naar kolonisten waren getrokken en drie mannen en twee vrouwen hadden gedood. 'Het was de gewoonte van de blanke mannen om alle indianen te laten boeten voor wandaden, die één of enkele van hen hadden begaan'. Kleine Kraai besloot dat er niets anders op zat dan oorlog te voeren tegen de blanken; zijn volk was tien jaar door de blanken veracht, verdragen waren geschonden, jachtvelden verloren, beloften niet nagekomen, jaargelden achtergehouden, er werd honger geleden terwijl magazijnen vol levensmiddelen lagen, Andrew Myrick had beledigende taal gesproken. Sissetons en Wahpetons werden opgeroepen deel te nemen aan de oorlog. De handelspost werd aangevallen, waarbij Myrick werd gedood, zijn mond werd volgepropt met gras. Een compagnie van John Marsh liep in een hinderlaag en Kleine Kraai besloot Fort Ridgely aan te vallen. Wabasha, Mankato en Grote Arend sloten zich bij Kleine Kraai aan. Op 19 en 22 augustus werd Fort Ridgely bestormd, maar kon niet worden ingenomen. Generaal Henry H. Sibley ('Lange Koopman') kwam met 1400 man uit St. Paul. Door Sibley hadden de Santees praktisch geen cent teruggekregen voor hun land. Sibley had, net als andere ondernemers, beslag gelegd op een groot deel van de vergoeding (475.000 dollar), die in het eerste verdrag was beloofd. Alexander Ramsay, destijds de agent van de Santees, die Sibley's claim had geaccepteerd, was nu gouverneur van Minnesota en had Sibley tot opperbevelhebber benoemd.
De stad New Ulm werd aangevallen en de indianen namen 200 bewoners gevangen. De Santees splitsten zich in twee groepen op: een onder Kleine Kraai en de andere onder Grote Arend en Mankato. De laatste groep lokte de soldaten van Sibley bij Birch Coulee in de val, waarna de groepen zich weer verenigden. Gouverneur Ramsay hield de bewoners van Minnesota voor: 'De Sioux moeten uitgeroeid of voorgoed buiten de grenzen van de staat verdreven worden.' Daarom wilde Kleine Kraai niet zo snel onderhandelen met Sibley en hem de gevangenen overdragen. Maar andere leiders dachten daar anders over en Wabasha verraadde Kleine Kraai. Sibley's soldaten hadden zich gelegerd bij het Bosmeer en Kleine Kraai bereidde een hinderlaag voor de beslissende slag. De indianen wisten de overwinning niet te behalen en na een krijgsraad besloot een deel zich over te geven en een ander deel te vluchten naar Canada. Sibley kwam 26 september met Wabasha het kamp van de Santees binnen en nam de achterblijvers gevangen. De 600 mannelijke indianen werden in een kolossaal in elkaar getimmerd gebouw opgesloten, twee aan twee aan elkaar geketend. De indianen hadden 'geen wettelijke rechten' en werden voor een militair hof geleid. Op 5 november waren de processen klaar: 303 Santees zouden de doodstraf krijgen. President Lincoln moest de uiteindelijke beslissing nemen en die maakte duidelijk onderscheid tussen moordenaars en deelnemers aan gevechten. Op 6 december liet Lincoln Sibley weten dat er 39 van de 303 Santees moesten worden gehangen, waaronder Wabasha's onschuldige schoonzoon Rda-in-yan-ka. Grote Arend werd gevangengezet. Kleine Kraai leidde in de lente van 1863 de gevluchte stammen Canada binnen. Ze zouden daar als Prairie-indianen paarden nodig hebben en hij besloot ze in Minnesota te stelen in ruil voor zijn verloren land. Hij werd gedood door kolonisten, die een premie van 25 dollar voor een Sioux-scalp wilden opstrijken. Zijn scalp en schedel werden in St. Paul tentoongesteld. De Santee leiders Shakopee en Medicijnfles, die ook naar Canada waren getrokken, werden door een samenzwering met chloroform verdoofd en met 'complete minachting voor de internationale wetten' de grens over gesmokkeld, waarna ze werden veroordeeld tot de galg. 
De Dakota-oorlog eindigde dus in een nederlaag voor de Dakota. De opstand van de Santees werd door de blanke burgers aangegrepen om zich zonder zelfs de geringste vergoeding het overgebleven gebied van de Santees toe te eigenen. Hun reservaten werden afgeschaft en ze werden verdreven naar Zuid-Dakota en Nebraska. De Kraaikreek aan de Missouri rivier werd voor hen gereserveerd. De grond was er kaal, de regen en het wild schaars, het water alkalinehoudend en ondrinkbaar. Het eerste jaar stierven er meer dan 300 van de 1300 Santees. De jonge Zittende Stier bracht hen daar dat eerste jaar een bezoek.

#### Lakota

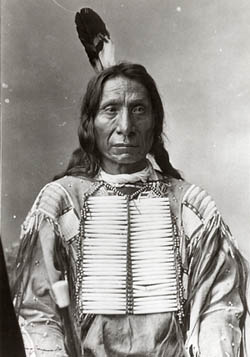
Rode Wolk (Red Cloud) in 1880

De Lakota intussen hadden in 1851 het Verdrag van Fort Laramie van 1851 ondertekend, waarin de Verenigde Staten de soevereiniteit van de Lakota over hun territorium erkenden in ruil voor vrije doortocht over de Oregon Trail. 
In de Oorlog van Red Cloud (1866-1868) bevochten de Lakota de Verenigde Staten om controle over het westelijke Powder Rivergebied, dat volgens het Verdrag van Fort Laramie aan de Crows toebehoorde. Het land van de Kruitrivier was  het laatste grote jachtgebied van de indianen. Wegen veroorzaakten problemen voor het behoud van wild. Het land werd overspoeld door blanken. Rode Wolk maakte al het burgerlijke verkeer door het land van de Kruitrivier onmogelijk. De Lakota en hun bondgenoten wonnen de oorlog, het Ministerie van Oorlog gaf zich gewonnen. Op 29 juli 1868 vertrokken de troepen uit Fort C. F. Smith. De volgende morgen stak Rode Wolk met een groep krijgers alles in brand. Fort Phil Kearny werd een maand later ontruimd en de Cheyennes van Kleine Wolf staken er de gebouwen in brand. Een paar dagen later werd Fort Reno verlaten en de weg door het land van de Kruitrivier, de 'Bozemanweg', werd officieel gesloten. De indianen ondertekenden op 6 november met de Verenigde Staten het Verdrag van Fort Laramie (1868). In dit verdrag werd een groot reservaat (het Grote Siouxreservaat) gecreëerd voor de Lakota. Over de zestien andere punten, over beëindigen van oorlog en vrede handhaven waren ze het eens, zouden in de twintig jaren die volgden voortdurend onenigheid bestaan. De indianen konden het verdrag niet lezen en waren er van overtuigd dat ze niet naar een Sioux-reservaat aan de Missouri hoefden te verhuizen. Red Cloud (Rode Wolk) wilde van geen wijken weten en werd naar Washington uitgenodigd, samen met Vlekstaart van de Brulé. Vlekstaart in 1877: 'Deze beloften zijn niet nagekomen. Al hun woorden zijn onwaar gebleken... Er was een verdrag gemaakt door generaal Sherman, generaal Sanborn en generaal Harney. Daarbij beloofde de generaal , dat wij gedurende vijfendertig jaar vergoedingen van geld en goederen zouden krijgen. Dat heeft hij gezegd, maar hij sprak niet de waarheid.'
Ely Parker of Donehogawa, een Seneca, was de eerste indiaanse Regeringscommissaris voor Indiaanse aangelegenheden geworden en bracht president Grant en Rode Wolk tot elkaar. De Sioux werden niet verplicht naar het reservaat te gaan. Het betwiste Powder Rivergebied werd verklaard tot unceded Indian territory en de Lakota en hun bondgenoten kregen krachtens het verdrag het recht om daar te jagen. Maar binnen enkele jaren vroeg Ely Parker, wegens aanvallen van voorstanders van 'Manifest Destiny', ontslag aan en werden de beloften aan de Sioux weer met voeten getreden.
De situatie zou echter slechts korte tijd duren, tot de Grote Siouxoorlog van 1876 (1876-1877), waarin de Lakota en hun bondgenoten vochten voor het behoud van de Black Hills. Op deze voor de indianen heilige grond was goud gevonden, en het gebied werd overspoeld met goudzoekers. Hoewel de indianen in de Slag bij de Little Bighorn een grote overwinning behaalden, verloren ze de oorlog. Hun land werd geannexeerd en ze werden gedwongen zich in reservaten te vestigen. In de decennia daarna werden deze reservaten steeds verder verkleind. Op 15 december 1890 werd Sitting Bull, lid van de stam van de Hunkpapa-Sioux en een belangrijk indiaans leider uit de Grote Siouxoorlog, bij Fort Yates doodgeschoten. 
Op 29 december 1890 vond het bloedbad van Wounded Knee plaats.

### Twintigste en eenentwintigste eeuw
Tachtig jaar na het Bloedbad van Wounded Knee was er de bezetting van Wounded Knee (1970), toen – in het kader van of geïnspireerd door de Amerikaanse burgerrechtenbeweging – ook activisten van de Amerikaanse inheemse volken om aandacht voor hun cultuur en rechten vroegen.
Sinds april 2016 houden inheemse groepen uit geheel de VS, waaronder de Sioux/Oyate, protestacties tegen de aanleg van de Dakota Access Pipeline. Bij het protestkamp "Oceti Sakowin" bij het indianenreservaat Standing Rock kwam het dit jaar verschillende keren tot gewelddadige confrontaties met de oproerpolitie. De Verenigde Naties veroordeelden later het daarbij gebruikte excessieve politiegeweld.

## Verwante volken
De taal van de Sioux behoort tot de familie van de Siouxtalen. De Sioux zijn verwant aan andere volken die talen van deze taalgroep spreken. De nauwste verwanten zijn de Assiniboine en Stoney, die zich ergens voor 1640 van de Sioux afsplitsten. Hun talen vormen samen met die van de Sioux de subgroep van de Dakotan languages. Deze groep vormt op haar beurt met de Dhegihatalen, Chiwere en de nauw aan Chiwere verwante taal van de Ho-Chunk (Winnebago) de subgroep Mississippi Valley Siouan. De scheiding tussen Sioux-Assiniboine-Stoney enerzijds en Winnebago-Chiwere-Dhegiha anderzijds vond mogelijk zo'n 2200 jaar geleden plaats.
- Volken die Chiwere spreken:
  - Bah-Kho-Je (Iowa, Ioway)
  - Otoe (Oto)
  - Missouri
- Dhegiha-sioux:
  - Kaw (Kansa)
  - Niukonska (Osage)
  - Ponca
  - Quapaw
  - Umon'hon (Omaha)

Meer in de verte zijn de Sioux vervolgens verwant aan de Nuxbaaga (Hidatsa, Minitari, Minnetaree, Gros Ventre), aan de van de Nuxbaaga afgesplitste Absaroke (Apsáaloke, Crow) en aan de Numakiki (Mandan).

## Religie
In De Heilige Pijp van Joseph Epes Brown vertelt de medicijnman Zwarte Eland (Black Elk, 1862-1950) over de zeven geheime rituelen van de Oglala-Sioux. Daarin komt het geloof in de elementen en de Krachten van de vier windstreken, de Hemel en de Aarde naar voren. Zij vormen de zes krachten. De hemel wordt vertegenwoordigd door Wanbli Galeshka, de Gevlekte Adelaar. Hij overstijgt alle andere schepsels en ziet alles in de hemel en op aarde. De Aarde wordt gezien als Moeder (Ina) en Grootmoeder (Unchi). Wakan-Tanka is het middelpunt der dingen en het middelpunt van de windstreken. Achter de zichtbare wereld gaat een 'werkelijke wereld' schuil. Het doel is het (geheiligde levens)pad, de juiste, rode weg, te bewandelen die naar eenwording met Wakan-Tanka leidt. 

### Wakan-Tanka
Wakan-Tanka is de Grote Geest, de Grootvader en Vader van alles. Als Grootvader is hij ondeelbaar en onbegrensd en Brown vergelijkt Wakan-Tanka in deze hoedanigheid met de christelijke godheid als metafysisch begrip en de hindoeïstische god  Brahma Nirguna (zonder eigenschappen). Als Vader zou Wakan-Tanka als schepper, behoeder of vernietiger identiek zijn met de christelijke God in antropomorfe zin en de hindoeïstische god Brahma-Saguna. Wakan-Tanka houdt zich op in het middelpunt van de vier krachten (van de vier windstreken) van het universum, dus in het midden van het kruis.

### Witte Bizonkoe Vrouw
Lang geleden bracht Witte Bizonkoe Vrouw in een bundel de 'heilige pijp' naar opperhoofd Staande Holle Hoorn (Hehlokecha Najin). Middels de pijp konden de indianen voortaan hun stemmen opwaarts naar Wakan-Tanka zenden. De pijp was een geschenk van Wakan-Tanka. Door het stoppen van de pijp met tabak werden alle krachten verbonden in een enkel punt. Zo werd de pijp symbool van het hele universum.

### Tatanka
Tatanka, de bizon, voorzag de indianen van alles: voedsel, kleding, behuizing en werd mede daarom het natuurlijke symbool van het universum, het oerbeeld van alle verschijningsvormen. Zijn vier poten belichaamde de 'vier tijdperken', net als de vier poten van de stier Dharma in het hindoeïsme vier tijdperken, yuga's, voorstellen.

### Wanbli Galeshka
Wanbli Galeshka is de Gevlekte Adelaar of 'zonnevogel', die in bijzondere omstandigheden (als oorlog) Wakan-Tanka kan vertegenwoordigen. De Indiaan draagt adelaarsveren om de 'Goddelijke Aanwezigheid' uit te drukken, met de 'oorlogshoofdtooi' identificeert hij zich in zijn diepste wezen met Wakan-Tanka. 

### Wakinyan-Tanka
Wakinyan Tanka is de grote Dondervogel van het Westen. Hij heeft vleugels met elk vier gewrichten, enorme klauwen en grote snavel met rijen tanden. In zijn ene oog verblijft de bliksem. In een grote cederboom heeft hij zijn nest van gedroogde botten. Uit een reusachtig ei kruipen voortdurend jongen, die hij verslindt. Zo worden zij opgenomen in zijn vele gedaanten. Hij vliegt door de lucht en zuivert de wereld. zijn symbool is een zigzaggende rode lijn met gevorkte uiteinden. Wakinyan Tanka is Wakan-Tanka als 'schenker der openbaring'. Brown vergelijkt hem met Garoeda en aartsengel Gabriël. Hij is de beschermer van de heilige pijp en zowel de bliksem als de pijp vormen een brug tussen hemel en aarde.